# Microdon fergusoni
Microdon fergusoni är en tvåvingeart som beskrevs av Goot 1964. Microdon fergusoni ingår i släktet myrblomflugor, och familjen blomflugor. Inga underarter finns listade i Catalogue of Life.